# ساكن قمشية

تعديل مصدري - تعديل

ساكن قمشيه هي إحدى قرى عزلة جعار بمديرية خنفر التابعة لمحافظة أبين، بلغ تعداد سكانها 87 نسمة حسب تعداد اليمن لعام 2004.